# Pityococcus deleoni
Pityococcus deleoni är en insektsart som beskrevs av Mckenzie 1942. Pityococcus deleoni ingår i släktet Pityococcus och familjen pärlsköldlöss. Inga underarter finns listade i Catalogue of Life.